# Leïla Bekhti

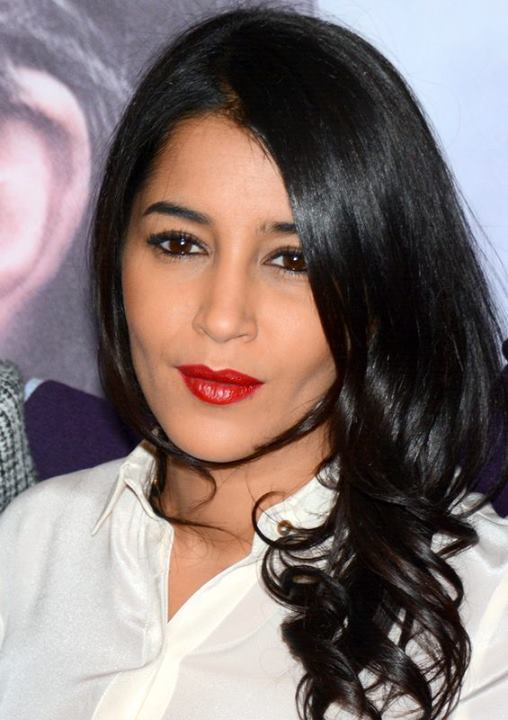
Leïla Bekhti 2013

Yasmine Leïla Bekhti (* 6. März 1984 in Issy-les-Moulineaux) ist eine französische Schauspielerin.

## Leben
Bekhti kam als jüngstes von drei Kindern in Issy-les-Moulineaux zur Welt; ihre Eltern stammen aus Sidi bel Abbès im Nordwesten Algeriens. Bekhti wuchs in Bagneux, einer Vorortsgemeinde von Paris im Département Hauts-de-Seine, auf und schloss das Lycée Maurice Genevoix in Montrouge ab. Sie besuchte anschließend ein halbes Jahr lang eine Theaterschule in Paris und nahm Schauspielunterricht in Kursen von Stéphane Gildas und Bérengère Basty.
Bekhti gab 2006 ihr Filmdebüt in der Rolle der Beurette Yasmin in Kim Chapirons Film Sheitan. Erstmals im Fernsehen war sie in der Rolle einer jungen Algerierin im Film Harkis zu sehen, der 2006 ausgestrahlt wurde. Mehrere Fernseh- und Kinofilme folgten. 2007 spielte sie in Ali Baba und die 40 Räuber die Rolle der klugen Sklavin Mardschana. Für ihre Rolle in Tout ce qui brille, dem Regiedebüt von Géraldine Nakache, gewann Bekhti 2011 einen César als Beste Nachwuchsdarstellerin. Auch in Nakaches zweitem Spielfilm Nous York übernahm Bekhti eine Hauptrolle. Für ihre Darstellung der Leila in Radu Mihăileanus Quelle der Frauen erhielt Bekhti 2012 eine César-Nominierung als Beste Hauptdarstellerin. Im Jahr 2012 war sie Jurymitglied der Reihe Un certain regard der Internationalen Filmfestspiele von Cannes.
In der achtteiligen schwedisch-französischen Fernsehserie Midnight Sun übernahm Bekhti 2016 die Hauptrolle der Mordermittlerin Kahina Zadi. Für ihre Darstellung erhielt sie 2017 auf dem Festival de Télévision de Monte-Carlo eine Nominierung für die Nymphe d’Or als herausragende Darstellerin in einer Fernsehserie. Ihre dritte César-Nominierung erhielt sie 2019 für Ein Becken voller Männer um eine französische Synchronschwimmmannschaft der Männer.
Bekhti ist seit 2010 mit dem französischen Schauspieler Tahar Rahim verheiratet, der ebenfalls algerischer Abstammung ist und den sie 2007 bei den Dreharbeiten zu Ein Prophet kennengelernt hatte.

## Filmografie (Auswahl)
- 2006: Sheitan

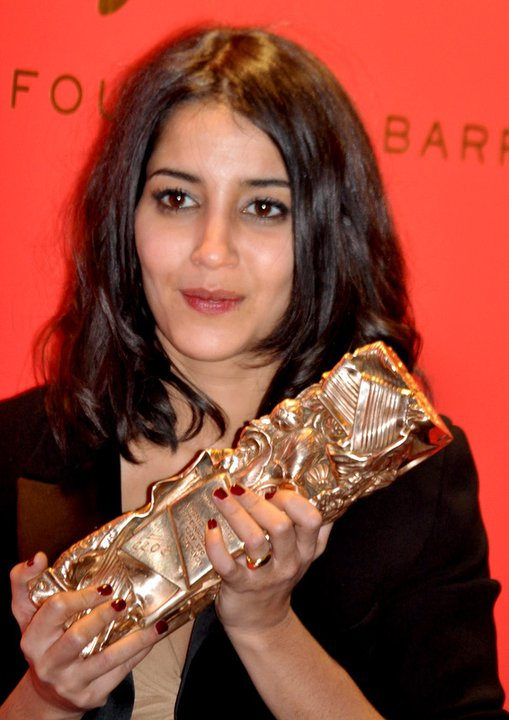
Leïla Bekhti mit dem César als Beste Nachwuchsdarstellerin 2011

- 2006: Madame le proviseur (TV-Serie, eine Folge)
- 2006: Paris, je t’aime
- 2006: Leila – Die Tochter des Harki (Harkis) (TV)
- 2006: Möge Allah Dir verzeihen (Pour l’amour de Dieu) (TV)
- 2006: Keine Lüge ohne dich (Mauvaise foi)
- 2006–2009: Les tricheurs (TV-Serie, drei Folgen)
- 2007: Ali Baba und die 40 Räuber (Ali Baba et les 40 voleurs) (TV)
- 2008: Choisir d’aimer
- 2008: Des poupées et des anges
- 2008: Public Enemy No. 1 – Mordinstinkt (L’instinct de mort)
- 2009: Le choix de Myriam (TV)
- 2009: Ein Prophet (Un prophète)
- 2010: Tout ce qui brille
- 2010: Histoires de vies (TV-Serie, eine Folge)
- 2010: Fracture (TV)
- 2010: Il reste du jambon?
- 2010: Toi, moi, les autres
- 2010: Le cose che restano (TV-Mehrteiler)
- 2011: Itinéraire bis
- 2011: Quelle der Frauen (La source des femmes)
- 2011: Ein besseres Leben (Une vie meilleure)
- 2012: Bref (TV-Serie, eine Folge)
- 2012: Point Blank – Bedrohung im Schatten (Mains armées)
- 2012: Nous York
- 2013: À la française (TV)
- 2013: Bevor der Winter kommt (Avant l’hiver)
- 2013: Le débarquement (TV-Serie, eine Folge)
- 2014: Maintenant ou jamais
- 2015: Das Sprungbein (L’astragale)
- 2015: Nur wir drei gemeinsam (Nous trois ou rien)
- 2016: Midnight Sun (Midnattssol) (TV-Mehrteiler)
- 2017: Serge le Mytho (TV-Serie, drei Folgen)
- 2018: Carnivores
- 2018: Beirut (The Negotiator)
- 2018: Ein Becken voller Männer (Le grand bain)
- 2018: Das zweite Leben des Monsieur Alain (Un homme pressé)
- 2019: La lutte des classes
- 2019: Dann schlaf auch du (Chanson douce)
- 2019: J’irai où tu iras
- 2020: Wie ich ein Superheld wurde (Comment je suis devenu super-héros)
- 2020: The Eddy (TV-Serie, acht Folgen)
- 2021: Die Ruhelosen (Les intranquilles)
- 2022: Le Flambeau, les aventuriers de Chupacabra (Le Flambeau, Fernsehserie, sieben Folgen)
- 2022: C’est mon homme
- 2023: LOL, qui rit, sort! (TV-Serie)
- 2023: Je verrai toujours vos visages
- 2023: Maria Montessori (La nouvelle femme)

## Auszeichnungen (Auswahl)
- 2009: Nominierung Prix Lumières, Beste Nachwuchsdarstellerin, für Des poupées et des anges
- 2010: Swann d’Or des Festival du Film de Cabourg, Beste Nachwuchsdarstellerin, für Tout ce qui brille[3]
- 2011: Nominierung Globes de Cristal, Beste Darstellerin, für Tout ce qui brille
- 2011: César, Beste Nachwuchsdarstellerin, für Tout ce qui brille
- 2011: Étoile d’Or, Beste Nachwuchsdarstellerin, für Tout ce qui brille
- 2011, 2012: Nominierung Romy-Schneider-Preis
- 2012: Nominierung Globes de cristal, Beste Darstellerin, für Quelle der Frauen
- 2012: César-Nominierung, Beste Hauptdarstellerin, für Quelle der Frauen
- 2017: Nominierung Nymphe d’Or als herausragende Darstellerin in einer Fernsehserie, Festival de Télévision de Monte-Carlo, für Midnight Sun
- 2019: César-Nominierung, Beste Nebendarstellerin, für Ein Becken voller Männer
- 2022: César-Nominierung, Beste Hauptdarstellerin, für Die Ruhelosen